# Feel My Pulse
Feel My Pulse is een Amerikaanse filmkomedie uit 1928 onder regie van Gregory La Cava. Destijds werd de film in Nederland uitgebracht onder de titel Voel mijn pols.

## Verhaal
De rijke Barbara Manning is een ingebeelde zieke. Ze erft een sanatorium, dat als dekmantel wordt gebruikt door illegale drankstokers. Daarnaast gebruiken criminelen de inrichting als schuilplaats voor de politie.

## Rolverdeling
| Acteur              | Personage       |
| ------------------- | --------------- |
| Bebe Daniels        | Barbara Manning |
| Richard Arlen       | Crimineel       |
| William Powell      | Crimineel       |
| Melbourne MacDowell | Oom Wilberforce |
| George Irving       | Oom Edgar       |
| Charles Sellon      | Conciërge       |
| Heinie Conklin      | Patiënt         |